# Бейли, Хэлли
Хэлли Линн Бейли (англ. Halle Lynn Bailey; род. 27 марта 2000, Атланта, Джорджия, США) — американская певица и актриса. Является частью дуэта Chloe x Halle, в состав которого также входит её старшая сестра Хлоя Бейли. Вместе они выпустили два студийных альбома и заработали пять номинаций на «Грэмми». В 2023 году Хэлли получила главную роль в фильме «Русалочка». Кроме того известна в качестве сольной исполнительницы. 

## Биография
Актриса родилась 20 марта 2000 года в Атланте, штат Джорджия, а детство провела в городе Мейблтон, округа Кобб, что находится за четырнадцать миль езды оттуда. Родители девушки происходят от ангольских бушменов. Оба супруга Бейли - Даг и Кортни, занимаются музыкальным менеджментом. Вскоре они обнаружили  музыкальный талант у своих детей. Девушка стала третьим ребёнком в семье, у неё есть старшая сестра Скай Бейли, младший брат Бренсон Бейли и ещё одна старшая сестра Хлоя Бейли. Именно благодаря последней девушка стала известной. В 2003 году Хлоя Бейли получила роль в музыкальном проекте телевизионного канала Дисней. Спустя три года директор кастинга обратил внимание на её сестру. Однако настоящая известность пришла к ним когда девушки основали дуэт Chloe × Helle и стали звёздами Ютюб, а затем в поисках выгодного музыкального контракта семья переехала в Калифорнию. В 2018 году сёстры выпустили успешный альбом, были номинированы на Грэмми в качестве лучшей новой группы и приняли участие в шоу Эллен Дедженерес, в качестве приглашенных звезд, где рассказали о своём успехе. А музыкальная исполнительница Бейонсе - познакомившаяся со старшей сестрой на съёмках  фильма, взяла над ними шефство. Кроме того в сотрудничестве с девушками были заинтересованы кинематографисты, предоставляя им роли в мюзиклах. И пусть младшая сестра преуспела в этом гораздо больше, её участие в фильме «Русалочка» было раскритиковано в связи с расовым несоответствием, а сам фильм провалился в прокате. При этом роль Натали Харрис в мюзикле «Цвет пурпурный», наоборот оказалась высоко оценена критиками. Следующей работой девушки станет музыкальный фильм поставленный Фареллом Уильямсом - «Золотой».

## Личная жизнь
Бейли состояла в отношениях с рэпером DDG, также известным как Дэрилл Дуэйн Гранберри, с декабря 2021 года; они поженились год спустя. 23 декабря 2023 года Хэлли родила первенца. Вскоре стало известно, что это мальчик, его зовут Хэйло. Пара рассталась в октябре 2024 года. Весной 2025 года актриса подверглась нападению, бывший супруг ударил её головой о руль собственного автомобиля, в результате чего выбил зуб и получил запрет на приближение к сыну. 

## Дискография
В составе Chloe x Halle
Студийные альбомы
- The Kids Are Alright[англ.] (2018)
- Ungodly Hour (2020)

## Фильмография

### Фильмы
| Год         | Название               | Роль            | Примечания |
| ----------- | ---------------------- | --------------- | ---------- |
| 2006        | Последний отпуск       | Кристина        | [ 19 ]     |
| 2007        | Дом Семейства Пейн     | Тиффани         |            |
| 2011 - 2016 | Остин и Элли           | Холли           |            |
| 2012        | Позволь ему засиять    | Хористка        | [ 20 ]     |
| 2016        | Лимонад                | Холли           | [ 21 ]     |
| 2018—2024   | Повзрослевшие          | Скай Форстер    |            |
| 2018        | Рестлмания 34          | Певица          | [ 22 ]     |
| 2023        | Линия                  | Аннабель Баском |            |
| 2023        | Цвет пурпурный         | Натали Харрис   |            |
| 2023        | Русалочка              | Ариэль          | [ 23 ]     |
| 2024        | Шоко Покоряет Голливуд | Холли           |            |
| 2025        | Золотой                | С Проката Снят  | [ 24 ]     |
| 2026        | Итальяна               | ТВА             |            |